# پنج اقلیم حضور
پنج اقلیم حضور (فردوسی، خیام، مولوی، سعدی، حافظ): بحثی درباره شاعرانگی ایرانیان، کتابی از داریوش شایگان است که به بررسی ویژگی‌های تاریخی، اجتماعی، روانی و سیاسی شعر فردوسی، خیام، مولوی، سعدی و حافظ پنج شاعر برجسته ایرانی می‌پردازد. کتاب در واقع از پنج مقاله بلند تشکیل شده که به بررسی وجوه مثبت و منفی شعر در حیات فردی و اجتماعی ایرانیان می‌پردازد.

## نقد
ایرج پارسی‌نژاد، نیر طهوری، حورا یاوری، حامد فولادوند و محمدمنصور هاشمی این کتاب را نقد کرده‌اند.